# 浅倉樹々
浅倉 樹々（あさくら きき、2000年9月3日 - ）は、日本の元歌手、元アイドルで、ハロー!プロジェクトに所属するつばきファクトリーの元メンバー。活動期間中のメンバーカラーはライトピンク。
千葉県木更津市出身。血液型AB型。身長153 cm。元ジェイピィールーム所属。

## 略歴
2014年
- 2013年3月に『モーニング娘。12期メンバー「未来少女」オーディション』、2014年3月には『モーニング娘。'14 ＜黄金(ゴールデン)＞オーディション』に応募するも、いずれも落選。
- 10月25日、ハロプロ研修生に加入。
- 11月29日、12月6日、29日、Zepp Nagoya・Zepp Tokyo・森ノ宮ピロティホールにて開催された『ハロプロ研修生 発表会2014〜11・12月の生タマゴShow!〜』にて、小野田紗栞、橋本渚、堀江葵月、小片リサ、島野萌々子、広瀬彩海、井上玲音とともに新メンバーとして紹介された。

2015年
- 1月2日 - 2月15日、『Hello! Project 2015 WINTER 〜DANCE MODE!〜 & 〜HAPPY EMOTION!〜』に帯同。
- 2月28日・3月1日、『Berryz工房祭り』に帯同。
- 4月29日、つばきファクトリーに加入することが発表された。
- 5月2日・3日、23日、『Juice=Juice ファーストライブツアー2015〜Special Juice〜』に、一岡伶奈、岸本ゆめの、新沼希空、船木結、堀江葵月とともにチャレンジアクトとして帯同。

2017年
- 2月22日、シングル「初恋サンライズ/Just Try!/うるわしのカメリア」でつばきファクトリーとしてメジャーデビュー。
- 6月5日、体調不良を訴えて自宅療養に入る。同月16日、腰椎椎間板ヘルニアと診断され6月30日までの活動を休止することが発表された。7月下旬より、段階的に活動を再開。

2019年
- 5月8日、患っている腰椎椎間板ヘルニアの症状が顕著に現れていることから、再び活動休止することが発表された。10月9日に公開されたハロー!プロジェクトのYouTube番組『ハロ!ステ』にて、段階的に活動を再開することが発表された。
- 5月27日、1st写真集「つばきファクトリー 浅倉樹々 1st写真集」を発売。

2020年
- 1月16日、6thシングル「意識高い乙女のジレンマ/抱きしめられてみたい」の発売記念イベントより復帰。
- 5月15日、Instagramを開始。

2021年
- 4月26日、2nd写真集『海の見える街』を発売。

2022年
- 9月7日、2023年春をもってつばきファクトリーおよびハロー!プロジェクトを卒業することを発表。卒業後はソロでの活動を継続し、動物専門学校での学業との両立を目指す。

2023年
- 2月3日、卒業公演の日程と会場が正式に決定したことを発表。
- 3月22日、3rd写真集『cherie』を発売。
- 4月2日、幕張メッセ 国際展示場 4ホールで行われた『Hello! Project ひなフェス 2023 つばきファクトリー プレミアム 〜浅倉樹々 卒業スペシャル〜』公演をもってつばきファクトリーおよびハロー!プロジェクトを卒業。
- 4月3日、所属事務所をアップフロントプロモーションからジェイピィールームへ移籍。
- 5月8日、アメーバブログに『浅倉樹々オフィシャルブログ「キキポスト」』を開設。
- 6月12日、M-line clubへの加入が発表された。

2024年
- 1月4日、TikTokを開始。
- 12月30日、翌2025年3月31日をもって所属事務所のジェイピィールームを退所し、芸能活動を終了することを発表。以後はトリマーとして働くことを明らかにした。

2025年
- 3月31日、最後のブログを更新し、所属事務所を退所、芸能活動を終了。

## 人物
- 「樹々」という名前は、母親がスタジオジブリの『魔女の宅急便』が大好きで、その主人公であるキキから名付けられた[38]。浅倉本人は、好きなジブリ作品として『千と千尋の神隠し』を挙げている[39]。
- 好物はたらこスパゲッティ。嫌いな物はレバー。好きな動物は犬、猫、ハムスター。趣味は電車で音楽を聴くこと、愛犬と遊ぶこと。特技はパントマイム[40]。
- ジェットコースターが好き[41]。
- 座右の銘は「清く 正しく 美しく」[42]。
- ピアノを7年間やっていた[5]。学生時代は吹奏楽部でユーフォニアムを担当[43]。
- メンバー全員で行う「つばきファクトリーです」のポーズの考案者である[44]。飼っているペットのものまねをした「チャリコハポーズ」もある[45]。
- つばきファクトリーの楽屋を綺麗に保つ指導をする「楽屋リーダー」を自称する[46]。虫歯が一本もない（2016年現在）[47]。
- ハロプロに興味を持ったきっかけは、幼少期に好きだったアニメ『しゅごキャラ!』の主題歌を歌っていたBuono!で、アイドルになった現在も最高のグループ、目標であると述べている[5][48][49]。憧れの先輩は、鞘師里保（元モーニング娘。）、田村芽実（元アンジュルム）、高橋愛（元モーニング娘。）[40][50]。
- 2016年8月13日につばきファクトリーの新メンバーとして加入した小野田紗栞とは、『モーニング娘。'14<黄金（ゴールデン）>オーディション』の合宿審査の時から一緒で、ハロプロ研修生への加入日も共に2014年10月25日付である。自身のつばきファクトリー加入が決まってからも、小野田と同じグループで活動できれば、と思ったことがあり[51]、小野田がつばきファクトリーに加入したことで、喜びを表明している[52]。
- 2018年5月、ロングヘアからショートカットにしているが[53]、これはショートカット時代の高橋愛を見て「かっこいい、私もやりたい」と以前から感じていたからで、髪を切りに行った際、高橋の写真の切り抜きを持参したという[5]。
- 両親の影響でL'Arc〜en〜Cielの大ファンになり、彼らをきっかけにロックに興味を持つ[54]。一番好きな楽曲は「瞳の住人」。hydeを通してyasuを知り[55]、Acid Black Cherryのファンになった。
- 2016年7月からチワワとマルチーズのミックス犬、琥珀（オス）を[56]、2019年11月からゴールデン・レトリバーのＬ（エル）（オス）を飼っている[57]。名前の由来はAcid Black Cherryのアルバム『L-エル-』から[58]。2015年から飼っていたセキセイインコのせんちゃん（オス）は[59][60]、2020年11月に[61]、浅倉が6歳の時から飼っていたパピヨンのチャーリー（メス）は[59]、2022年3月に亡くなっている[62]。

## 作品

### 配信楽曲
| 発売日       | タイトル                   | 備考 |
| ------------ | -------------------------- | ---- |
| 2023年4月3日 | You're My Friend feat.KIKI |      |

### DVD / Blu-ray
- Hello! Project 2015 WINTER〜DANCE MODE！・HAPPY EMOTION！〜完全版（2015年5月6日、hachama）[63]
- Berryz工房ラストコンサート2015 Berryz工房行くべぇ〜！Completion Box（2015年6月10日、PICCOLO TOWN）[64]
- Hello! Project　ひなフェス 2015〜満開！The Girls' Festival（2015年7月29日、zetima）[65]
- Juice=Juice ファーストライブツアー2015〜Special Juice〜（2015年8月19日、hachama）[66]

## 出演

### テレビ
- 現役アイドルが選ぶ！なつエモアイドルソングランキング（2021年11月5日、BSスカパー!）[67]
- BOOKSTAND.TV（2022年11月23日〈22日深夜〉、BS12 トゥエルビ）[68]
- GO!ドッグ・フェスティバル（2023年7月12日〈11日深夜〉 - 、エンタメ〜テレ） - ナレーション[69]

### コンサート
- Hello! Project 2015 WINTER 〜DANCE MODE!・HAPPY EMOTION!（2015年1月2日 - 2月15日）[70]
- Berryz工房祭り（2015年2月28日・3月1日）[71]
- Hello! Project ひなフェス 2015〜満開!The Girls' Festival（2015年3月28日・29日）[72]
- Juice=Juice ファーストライブツアー2015 〜Special Juice〜（2015年5月2日・3日）[73]
- Hello! Project 25th ANNIVERSARY CONCERT「ALL FOR ONE & ONE FOR ALL!」ACT II（2023年9月10日、国立代々木競技場 第一体育館）[74]
- M-line Special 2023 〜Magical Wish〜（2023年9月23日 - 12月2日、4都市8公演）
- Hello! Project Year-End Party 2023 〜GOOD BYE & HELLO ! 〜（2023年12月31日、オリックス劇場） - ゲスト出演
- M-line Special 2024 ～Many well wishes～（2024年3月2日 - 8月17日、11都市22公演）
- つばきファクトリー コンサートツアー 2024 春「C'mon Everybody !」 新沼希空卒業スッペシャル ～ Ready Go!Now! ～（2024年6月10日、日本武道館） - ゲスト出演

### 舞台
- 演劇女子部 ミュージカル「サンクユーベリーベリー」（2015年10月8日 - 18日、池袋シアターグリーン BIG TREE THEATER） - 長雲学子 役[75]
- 演劇女子部「気絶するほど愛してる！」（2016年3月25日 - 4月3日、池袋シアターグリーン BIG TREE THEATER） - 道子 役
- 演劇女子部「続・11人いる! 東の地平・西の永遠」（2016年6月11日 - 12日、京都劇場 / 2016年6月16日 - 26日、池袋サンシャイン劇場） - アマン伯爵 役（イースト公演）
- 演劇女子部「ネガポジポジ」（2016年11月3日 - 20日、池袋シアターグリーン BIG TREE THEATER） - 由美 役（チームC）
- 演劇女子部「遙かなる時空の中で6 外伝 〜黄昏ノ仮面〜」（2019年6月6日 - 23日、サンシャイン劇場・メルパルクホール大阪）[76] - 高塚梓 役【降板】[注 1]

## 書籍

### 写真集
- つばきファクトリー 浅倉樹々 1st写真集（2019年5月27日、ワニブックス、撮影：西條彰仁）ISBN 978-4-8470-8211-5[21]
- 海の見える街（2021年4月26日、ワニブックス、撮影：西條彰仁）ISBN 978-4-8470-8359-4[24]
- cherie（2023年3月22日、オデッセー出版、撮影：根本好伸） ISBN 978-4-908643-85-9[29]

### フリーペーパー
- 月刊ローチケHMV no.66（2016年8月15日、ローソンHMVエンタテイメント）
- 週刊アスキー 秋葉原限定版 2018年7月号（2018年6月29日、角川アスキー総合研究所）

### 新聞
- 夕刊フジ（2016年7月22日、産業経済新聞社）

## 所属グループ・ユニット
- つばきファクトリー（2015年 - 2023年）
- シャッフルユニット
  - ハロプロ・オールスターズ（2018年 - 2020年）